# Клянчеево
Клянче́ево (тат. Келәнче) — село в Камско-Устьинском районе Республики Татарстан, административный центр Клянчеевского сельского поселения.

## Физико-географическая характеристика

### Географическое положение
Село находится на реке Малый Шакян, в 26 км к западу от районного центра — посёлка городского типа Камское Устье. Высота над уровнем моря — 118 м.

### Климат
Климат в селе умеренно-континентальный, Dfb по классификации Кёппена. Средняя температура воздуха — 4,9 °C, среднегодовое количество осадков — 655 мм.

## История
Село известно с 1646 года. В XVIII — первой половине XIX веков жители относились к сословию государственных крестьян. Занимались земледелием (в начале XX века земельный надел сельской общины составлял 1997 десятин), разведением скота, печным, столярным, портняжным и шапочным промыслами. 
В «Списке населенных мест по сведениям 1859 года», изданном в 1866 году, населённый пункт упомянут как казённая деревня Клянчеево 1-го стана Тетюшского уезда Казанской губернии. Располагалась при речке Малом Шах-Яне (Шакияне), по правую сторону Казанского торгового тракта, в 32 верстах от уездного города Тетюши и в 18 верстах от становой квартиры в казённом селе Новотроицкое (Сюкеево). В деревне в 160 дворах жили 913 человек (444 мужчины и 469 женщин). Была мечеть.
В 1877 году в селе была образована вторая махалля и построена ещё одна мечеть.
В начале XX века в селе действовали 2 мечети (закрыты в 1930-е гг.), 3 водяные и 1 ветряная мельницы, 5 мелочных лавок. 
С 1929 года в селе действовали колхозы, в 1993—2007 годах — коллективное предприятие, в 2003—2013 годах — подразделение «Клянчеево» сельскохозяйственного предприятия «Камско-Устьинская».
До 1920 года село входило в Больше-Кляринскую волость Тетюшского уезда Казанской губернии. С 1920 года в составе Тетюшского, с 1927 года — Буинского кантонов ТАССР. С 10 августа 1930 года в Камско-Устьинском, с 1 февраля 1963 года в Тетюшском, с 12 января 1965 года в Камско-Устьинском районах.

## Население
| 1782 | 1859 | 1897 | 1908 | 1920 | 1926 | 1938 | 1949 | 1958 | 1970 | 1979 | 1989 | 2002 | 2010 | 2017 |
| ---- | ---- | ---- | ---- | ---- | ---- | ---- | ---- | ---- | ---- | ---- | ---- | ---- | ---- | ---- |
| 160  | 859  | 2012 | 2211 | 2040 | 1034 | 1177 | 925  | 784  | 789  | 653  | 471  | 466  | 421  | 370  |

Национальный состав села: татары.

## Экономика
Жители занимаются сельским хозяйством в отделении «Клянчеево» общества с ограниченной ответственностью «Агрофирма «Буртасы», в крестьянском (фермерском) хозяйстве (животноводство, растениеводство).

## Инфраструктура
В селе имеется начальная школа (с 1920 г.), дом культуры (с 1982 г.), библиотека (с 1940‑х гг.), фельдшерско‑акушерский пункт. В селе 4 улицы. Через село проходит автобусный маршрут «Камское Устье — Караталга».

## Религиозные объекты
Мечеть (в 1992 г. восстановлен минарет).

## Известные люди
И. И. Гильмутдинов (р. 1962) — государственный и общественный деятель, депутат Государственной думы РФ (с 2003 г.), председатель Федеральной национально‑культурной автономии татар (с 2007 г.), заслуженный работник физической культуры РТ, заслуженный работник молодежной политики РФ.